# Evangelische Erwachsenenbildung
Evangelische Erwachsenenbildung bezeichnet eine Sonderform der allgemeinen Erwachsenenbildung, die sich durch besondere Inhalte, pädagogische Konzepte und Zielgruppen auszeichnet. Ähnlich wie ihr katholisches Pendant (Katholische Erwachsenenbildung) fußt sie auf der jüdisch-christlichen Tradition und dabei vor allem auf der Botschaft des Evangeliums. Abweichend von katholischer Erwachsenenbildung beruht sie darüber hinaus auf der Reformation und ihrer Befreiungsbotschaft. Wie aus den unterschiedlichen Angeboten und institutionellen Formen evangelischer Erwachsenenbildung hervorgeht, stehen gesellschaftliche Themen im Mittelpunkt der Veranstaltungen, die ein Diskussionsforum bieten, aber auch Orientierungshilfen. Die Angebote zeigen weiterhin, dass mit „evangelisch“ ein ökumenischer und interkultureller Ansatz gemeint ist.

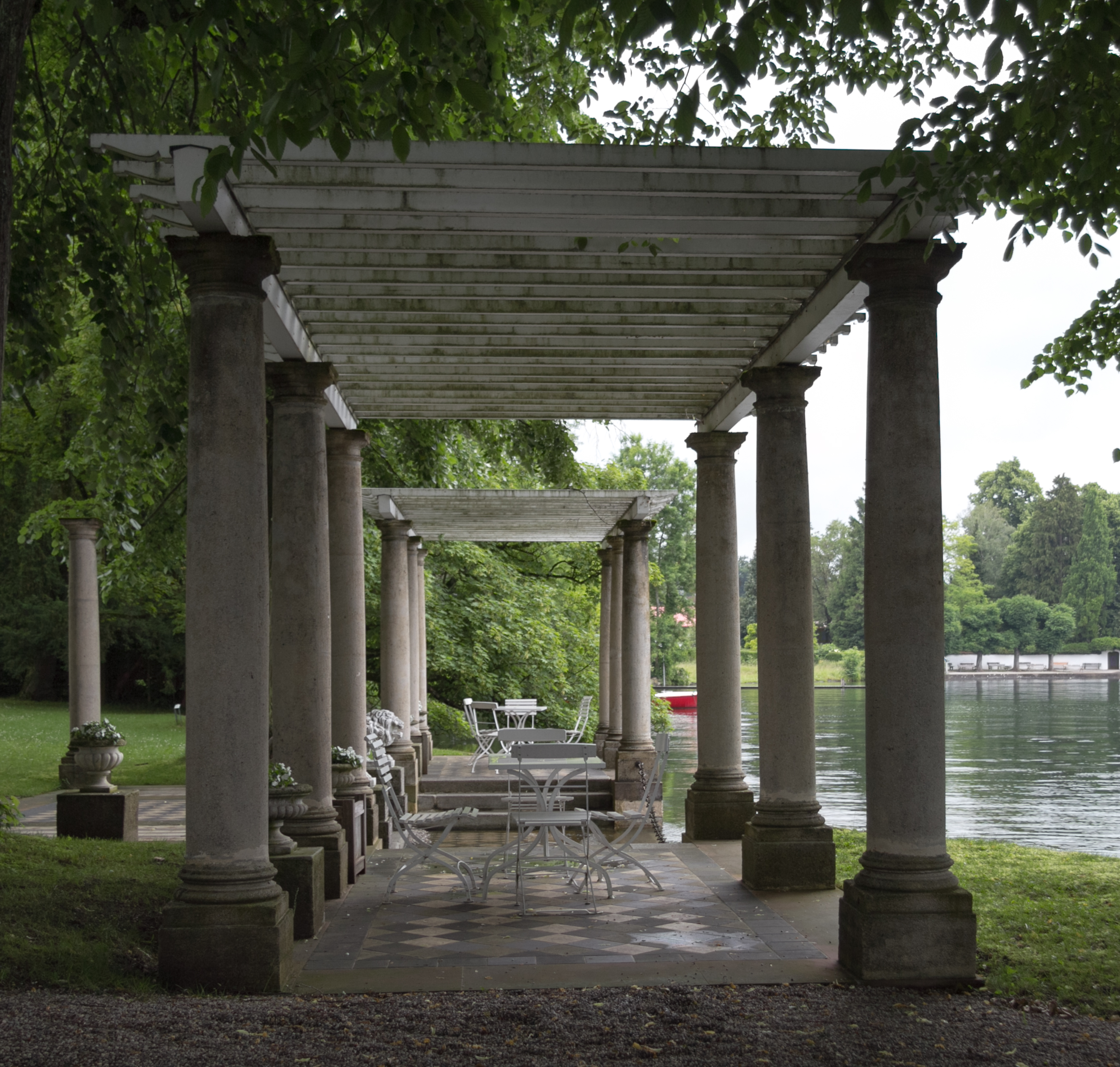
Akademie Tutzing

## Organisationsformen evangelischer Erwachsenenbildung
Auf europäischer Länderebene bewegt sich seit der Reformation evangelische Bildungsarbeit im Wechselspiel von Kirche, Staat und Gesellschaft, wie sich vor allem am konfessionellen Religionsunterricht zeigt, aber auch im Bereich der Arbeit mit Erwachsenen. In den von der Reformation geprägten Ländern und Gesellschaften fällt auf, dass in den nachreformatorischen Jahrhunderten durch Aufklärung und Erweckung neben dem aufklärerischen der diakonische Aspekt verstärkt in den Mittelpunkt trat. Deutschland hat dabei eine Sonderrolle durch die Organisation von deutschlandweiter Kirche (EKD), Landeskirchen und Kirchenkreisen, die sich auch in der Organisation evangelischer Erwachsenenbildung widerspiegelt: Auf EKD-Ebene sammelt die Deutsche Evangelische Arbeitsgemeinschaft für Erwachsenenbildung alle Aktivitäten bundesweit, die von ihren Unterorganisationen in den Landeskirchen und auf Kirchenkreis- sowie Gemeindeebene durchgeführt werden; eine ähnliche Struktur lässt sich im Bereich der Anglikanischen Kirche erkennen, wo das intergenerationelle Lernen betont wird. Darüber hinaus sind die Mitarbeitenden in der evangelischen Erwachsenenbildung im Protestant and Anglican Network for life-long learning (EAEE) organisiert, wo sie eher informell auf europäischer Ebene sich über ihre Erfahrungen regelmäßig austauschen. Auf europäischer Länderebene dagegen ist Erwachsenenbildung primär staatlich organisiert, kirchliche Aktivitäten primär auf Gemeindeebene. Analog zum Deutschen Volkshochschulverband, gibt es auch in anderen Ländern Vereinigungen von Weiterbildungsorganisationen, die dadurch Synergien anstreben.
Auf regionaler Ebene zeigen Stadtakademien, wie sich dieser Ansatz kommunal ausrichtet. Neben diesen Formen finden sich auch Vereine, die sich diesem Ansatz verpflichtet fühlen und Informations-, Gesprächs- und Teilhabeansprüche zwischen Institutionen und Individuen vermitteln.
Auf Gemeindeebene begegnet evangelische Erwachsenenbildung als transitorische, kompensatorische, komplementäre oder politische Bildung, wo es ebenfalls um adressatenorientierte Klärung individueller und gesellschaftlicher Voraussetzungen, Kontexte und Bedingungen der jeweiligen Lernsituation geht.

## Konzeptionen evangelischer Erwachsenenbildung
Betrachtet man die Konzepte evangelischer Erwachsenenbildung der letzten Jahrzehnte, steht entweder die Daseins- und Handlungsorientierung durch Bewahrung des Humanum in der Gesellschaft, die Sprachschule der Freiheit, die christliche Menschenbildung oder die Bildungsdiakonie im Mittelpunkt. Zusammenfassend beschrieb 1983 die Evangelische Kirche in Deutschland (EKD) Erwachsenenbildung als Lebensfunktion der Kirche und theologisch notwendige Aufgabe im Rahmen kirchlicher Bildungsverantwortung. Begründet wurde das damit, dass Erwachsenenbildung den einzelnen Menschen entweder als Medium zur Begleitung und Orientierung in der Pluralität von Lebensstilen und Wertorientierungen dienen oder zur zentralen, in der Praxis meist relativ unverbindlichen Bindung in einem optionsoffenen Lebenskonzept werden sollte. Auch die empirischen Studien zur Ev. Erwachsenenbildung, die sich auf die Statistiken der DEAE und ihrer Mitglieder stützen, zeigen die Vielfalt der Modelle (inklusive Kirchenmusik) auf den verschiedenen Ebenen kirchlichen Handelns auf.

## Geschichte evangelischer Erwachsenenbildung
Die jüngere Entwicklungsgeschichte evangelischer Erwachsenenbildung im Rahmen der allgemeinen Erwachsenenbildung lässt sich in unterschiedliche Phasen einteilen: Während in der frühen Neuzeit das Erwachsenenkatechumenat – beeinflusst durch die Reformation – durch die Förderung allgemeiner religiöser Bildung (Bibelübersetzung, Katechismen) abgelöst wurde, sorgte die Aufklärung im 18. Jahrhundert für eine Säkularisierung evangelischer Bildungsarbeit. Bauern-, Arbeiter- und Handwerkervereine, Lesegesellschaften, Sonntags- und Abendschulen wurden gegründet, das Lernen somit von sozial definierten Gruppen selbst organisiert. Im Zuge der Reformbewegung in der Weimarer Republik bekam Erwachsenenbildung eine sozial-integrative Funktion, die seit den 1980er Jahren im Zuge der Alltagswende und der Rückbesinnung auf das Individuum durch eine identitätsstiftende Funktion erweitert wurde, wie sich nicht zuletzt an zahlreichen Publikationen zeigte; dadurch erwies sich evangelische Erwachsenenbildung als nicht nur kirchen- oder gemeindeorientiert, sondern wurde als Bildungsdiakonie, theologische Information, Sprachschule oder als Dialog zwischen Kirche und Welt konzipiert. Diese verschiedenen Konzepte wurden ab 1990 zunehmend integriert, indem z. B. Probleme der Geschlechtergerechtigkeit, der Interkulturalität und der Ökumene in den Mittelpunkt traten. Daneben blieb die Spannung zwischen eher volksmissionarisch-kirchlich orientierter und eher gesellschaftsbezogen-allgemeindidaktischer Ansätze virulent.

## Themen evangelischer Erwachsenenbildung
Zentrales konzeptionelles Leitprinzip evangelischer Erwachsenenbildung wie für die nichtberufliche Erwachsenenbildung insgesamt ist die Orientierung an der Lebenswelt von Individuen, Gruppen und Gesellschaften. Die sich daraus ergebenden Lernbedürfnisse der Menschen bestimmen die Lernangebote der Erwachsenenbildung. Institutionelle oder weltanschauliche Trägerinteressen treten demgegenüber in den Hintergrund. Daraus ergibt sich programmatisch, das neben theologisch und philosophisch orientierte Veranstaltungen auch solche treten, die sich Literatur und Kunst, pädagogischen, gesellschaftskritischen und naturwissenschaftlich-medizinischen Fragen widmen, wie der Blick auf die Programme der letzten Jahrzehnte zeigt.

## Methoden und Organisationsformen evangelischer Erwachsenenbildung
Als lebensweltorientierte Bildung verbindet evangelische Erwachsenenbildung individuelles und soziales, vergangenheit- und zukunftsbezogenes Lernen, um selbstbestimmtes und partizipatorisches Lernen und Leben zu ermöglichen. Dazu gehört eine entsprechende teilnehmerorientierte Kursgestaltung, in der Selbsterfahrungs- und Reflexionsphasen im Mittelpunkt stehen und die Inhalte vor allem als Impulse und Orientierungsangebote dienen. Außerdem zeigt sich, dass auch sozial schwächere Gruppen, z. B. Geflüchtete, verstärkt zur Teilnahme eingeladen werden, um ihnen Partizipation am gesellschaftlichen Leben und Diskurs zu ermöglichen und auf unterschiedlichen Feldern sprachfähig zu werden. Angesichts der Unverfügbarkeit des Glaubens kommt es dabei auf ein mehrdimensionales Bildungsverständnis im Sinne einer „Glaubensbildung“ als Ein- und Nachbildung anhand europäischer Lernorte an.

## Europäische Beispiele evangelischer Erwachsenenbildung

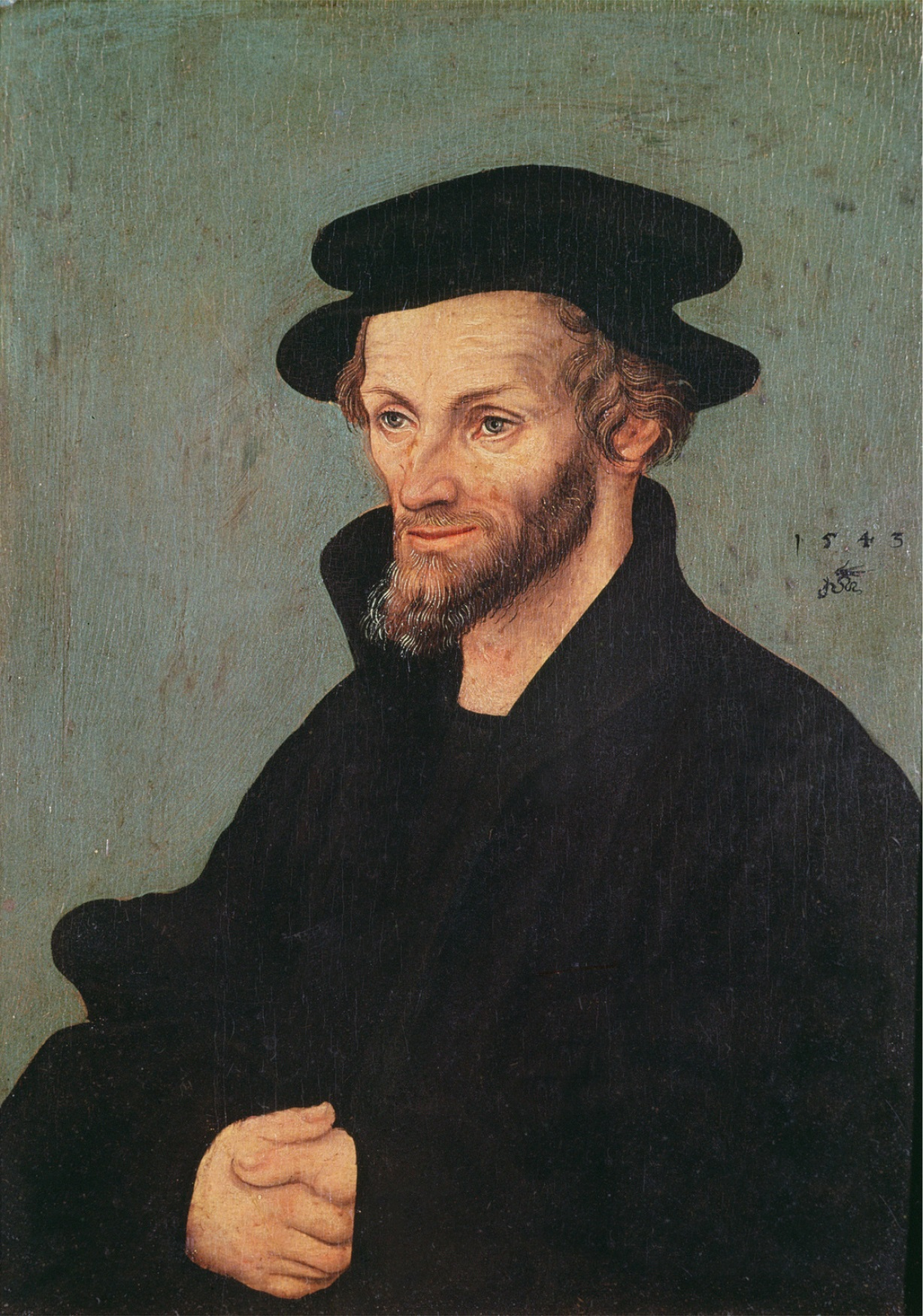
Philipp Melanchthon

Die geschilderten Charakteristika reformatorisch geprägter Erwachsenenbildung zeigen sich nicht nur im deutschen Kontext, sondern auch dort in Europa, wo die Reformation prägend wurde. Das betrifft vor allem die Küstenländer der Ostsee, vor allem Dänemark, Schweden, Norwegen, Finnland, Estland und Lettland, wo die Wirkung der Reformation zu einer lutherischen Staatskirche führe; das beeinflusste auch die entsprechende Form der Erwachsenenbildung. Dabei spielt der Lutherschüler und Freund Philipp Melanchthon eine wichtige Rolle, der nicht nur als Praeceptor Germaniae, sondern auch als praeceptor Scandinaviae galt. Seine Loci communes verrieten weltliche und religiöse Bildung und waren in Skandinavien, vor allem in Dänemark, Bildungsstandard; viele seiner Schüler kamen aus Dänemark, Schweden und Finnland.
Ähnlich wie Melanchthon im 16. Jahrhundert ging es auch Nikolai Frederik Severin Grundtvig im 19. Jahrhundert darum, Religiosität, Werte und Lebenshaltung, Tradition und Aufklärung durch Bildung als „vox viva“ miteinander zu verbinden. Das Anliegen beider Theologen und Pädagogen einer solchen Volksbildung lässt sich auch nach Ende der lutherischen Staatskirche bzw. nach dem Schwinden kirchlicher Autorität in den skandinavischen Ländern an der deutlichen Betonung informeller Bildung für alle Bevölkerungsgruppen und an der Bedeutung von Persönlichkeitsbildung und Werteerziehung ablesen, die von den Erweckungsbewegungen der folgenden Jahrhunderte gefördert wurden und im 20. Jahrhundert zu Veröffentlichungen neuer Gesangbücher und neuer Bibelübersetzungen führte.

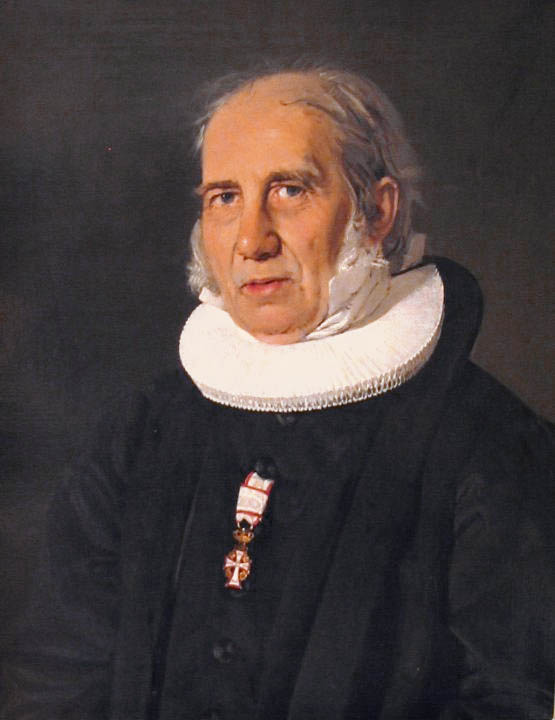
N.F.S. Grundtvig

In Estland und Lettland, dem früheren Livland, durch die Nähe zu Finnland und Schweden zusätzlich lutherisch geprägt, – war ebenfalls ein Lutherschüler für die Durchsetzung der der Reformation verantwortlich: Andreas Knopken, der – ähnlich wie Mikael Agricola in Finnland und Olaus Petri in Schweden – auf Übersetzungen in die Muttersprache setzte und darüber hinaus den Gesang und das Volkslied im Sinne einer Volksbildung förderte, die auch – selbst unter russischer Herrschaft – die folgenden Jahrhunderte prägte und zur Gründung zahlreicher Gemeindekreise und -initiativen führte, in denen oft Deutsch und Estnisch bzw. Lettisch parallel gesprochen wurde.

## Fazit
Die europäischen Beispiele evangelischer Erwachsenenbildung unterstreichen den deutschen Befund, der von der DEAE thesenhaft formuliert wurde. Dort wird als Aufgabe der Bildung im christlichen Sinne benannt, die Bestimmung des Menschen zum Ebenbild Gottes zur Erscheinung zu bringen – in der individuellen Selbstwahrnehmung wie auch in der wechselseitigen Anerkennung als in ihrem So-Sein achtenswerte Subjekte- , anstatt es in der Orientierung auf ein Traumbild des Menschen als stets leistungsfähiges und leidensfreies Individuum zum Verschwinden zu bringen. Mit dem Glauben an die unverfügbare, jedem Menschen ohne eigenes Verdienst zugesprochene menschliche Würde widerspreche das evangelische Bildungsverständnis zugleich der platzgreifenden Tendenz, Bildungsprozesse vorrangig an ihrem Nutzen für die ökonomische Leistungs- und Marktwertsteigerung des Menschen zu orientieren. Um nicht der Kosten-Nutzen-Logik des Lernmarktes zum Opfer zu fallen, sei evangelische Erwachsenenbildung auf die Komplementarität öffentlicher Bildungsverantwortung von Staat, Kirche und Verbänden angewiesen, zumal sie aus einem eher lockeren Organisationsgefüge vielfältiger Einrichtungen bestehe, mit unterschiedlichen Berufsprofilen der in diesem Rahmen Mitarbeitenden und mit einem hohen Anteil ehrenamtlichen und freiwilligen Engagements. Dazu bedarf es allerdings, um nicht als vermeintliche Scheinaktivität interpretiert zu werden, eines partizipatorischen Mitwirkens der beteiligten Individuen und Institutionen.